# Дворец Шраттенбаха
Дворец Шраттенбаха (чеш. Schrattenbachův palác) — здание в центре Брно, неподалёку от площади Свободы, на улице Коближна (чеш. Kobližná). Теперь служит главным зданием библиотеки Иржи Магена. Охраняется как памятник культуры с 1958 года.

## История
На месте нынешнего здания стояли два дома, которые были в 1703 году куплены графиней Марией Елизаветой Брейнер (нем. Marie Elisabeth von Breunner)[уточнить]. На их месте был построен дворец по проекту Кристиана Александра Эдтля. Впоследствии, в 1725 дворец был приобретён кардиналом Вольфгангом Ганнибалом фон Шраттенбахом, епископом Оломоуцким, по инициативе которого здание было перестроено в 1735–1738 годах Морицем Гриммом, который надстроил второй этаж, после чего здание приобрело его нынешний вид.
На рубеже 1767 и 1768 годов семья Моцартов, вместе с 11-летним Вольфгангом Амадеем Моцартом, спасаясь от вспыхнувшей в Вене эпидемии оспы, провела здесь рождественские каникулы с семьёй Франца Антона фон Шраттенбаха. Этому событию посвящена памятная доска работы Яна Фишера, установленная на фасаде здания в 1956 году.
В 1847 году пристроили ещё верхний этаж.
С 1851 года дворец принадлежал бизнесмену Теодору Бауэру. С тех пор здание начало ветшать из-за интенсивного коммерческого использования. На рубеже XIX и XX веков здесь располагались офисные помещения самых разных организаций, среди которых были Общество страхования от несчастных случаев Моравии и Силезии, а после 1918 года — региональный военный штаб.
Во время Второй мировой войны дворец Шраттенбаха был повреждён бомбардировками, и рассматривался вопрос о его сносе.
С 1959 года дворец служит главным зданием библиотеки Иржи Магена. В период с 1998 по 2001 год началась генеральная реконструкция здания, во время которой в центральном дворе была установлена современная стальная конструкция с галереями и стеклянной пирамидой, чем превратили его в атриум.

## Галерея
- Дворец Шраттенбаха вечером
- Памятная доска в честь Вольфганга Амадея Моцарта работы Яна Фишера
- Памятная доска в честь получения статуса национального памятника культуры
- Статуя Мадонны 1637 года[3]
- Атриум дворца
- Фреска из интерьера дворца работы Франца Экштайна